# 托伊皮茨
托伊皮茨（德語：Teupitz，發音：[ˈtɔʏpɪts] ⓘ，發音：[ˈtupts]）是德国勃兰登堡州达默-施普雷瓦尔德县的城市，面积48.15平方千米，2023年12月31日人口为1,895人。